# チャーリー・オースティン
チャールズ・"チャーリー"・オースティン（Charles "Charlie" Austin、1989年7月5日- ）は、イギリス（イングランド）出身のサッカー選手。

## 経歴

### プール・タウン
イングランド南部、レディングとスウィンドンの中ほどに位置する小都市ハンガーフォードの出身。2005年にレディングのユースチームへ入団するが、トップチームへの昇格は叶わず、2006年以降は地元のアマチュアクラブでプレーしていた。
2008年、家族と沿岸部のボーンマスへ引越したのを機に、レンガ積み職人として働く傍ら、隣町プールにあるセミプロクラブ、プール・タウンへ入団した。プール・タウンでの活躍は目覚ましいものがあり、ウェセックス・プレミアリーグ（7部相当）42試合に出場し、48得点という驚異的な成績を残した。2008-09シーズン、オースティンを擁したプール・タウンは、リーグ戦42試合を38勝2敗2分の勝ち点116、得失点差は+110という圧倒的な強さで優勝、さらにドーセット・シニアカップを優勝して二冠を達成した。2009-10シーズン前にはフットボールリーグ2（4部相当）のボーンマスへの移籍が取り立たされるが、リーグの移籍規定に関する紆余曲折を経て、この移籍は流れた。移籍破談後のオースティンは、リーグ開幕からの8試合で14のゴールを決めた。

### スウィンドン・タウン
2009年9月、フットボールリーグ1（3部相当）のスウィンドン・タウンからトライアルへの招待を受け、同年10月にシーズン終了までの契約を結んだ。プロリーグの中でもオースティンはすぐに得点を量産し始め、シーズン終了までにリーグ7位となる19得点をあげた。特に同シーズン26得点をあげたビリー・ペインターとのコンビは対戦相手にとって脅威となった。このシーズン、オースティンは先発出場した11試合で10得点を決めた。スウィンドンは5位でシーズンを終え、チャンピオンシップ昇格プレーオフの決勝まで進むが、ミルウォールFCに敗れて昇格を逃した。
2010年2月、スウィンドンと新たに2年半の契約を結んだが、2010-11シーズンの冬のマーケットで移籍を志願し、チャンピオンシップのバーンリーへ移籍が決まった。移籍前までにオースティンはチーム得点王となる12得点をあげており、オースティン移籍後、深刻な得点力不足に見舞われたスウィンドンは、最下位でリーグ2へ降格した。

### バーンリー
2011年1月28日、オースティンはバーンリーと3年半の契約を結んだ。移籍後の半シーズンは無得点に終わったが、翌2011-12シーズンは16得点をあげてチーム得点王となった。
2012-13シーズンは開幕から驚異的なペースで得点を量産し、開幕から12試合の出場で2度のハットトリックを含む15得点をあげた。また、2012年10月23日のブリストル・シティ戦では、1958-59シーズンにレイ・ポインターが記録した出場8試合連続得点のクラブ記録に並んだ。

### QPR
2013年8月1日、クイーンズ・パーク・レンジャーズに3年契約で移籍。移籍金は400万ポンドほどと推定されている。31試合に出場し、17得点を記録した。
2014-15シーズンは35試合に出場し、下部リーグで磨き上げられたゴールセンスをフルに活用。チームが降格圏に沈む中、18得点・5アシストを記録し、得点ランキングで4位となった。

### サウサンプトン
2016年1月17日、サウサンプトンFCへ移籍。1月23日に行われたマンチェスター・ユナイテッド戦で途中出場を果たしデビューを飾ると、決勝点を挙げチームの勝利に貢献した。

### WBA
2019年8月8日、ウェスト・ブロムウィッチ・アルビオンFCに2年契約で移籍した。

### QPR復帰
2021年1月9日、クイーンズ・パーク・レンジャーズに2020-21シーズン終了までのレンタル移籍で復帰した。同年6月2日に2年契約で完全移籍した。

## 個人成績
2017年5月28日現在
| クラブ                           | シーズン | リーグ                                    | リーグ | リーグ | FAカップ | FAカップ | リーグカップ | リーグカップ | その他 | その他 | 合計 | 合計 |
| クラブ                           | シーズン | リーグ                                    | 出場   | 得点   | 出場     | 得点     | 出場         | 得点         | 出場   | 得点   | 出場 | 得点 |
| -------------------------------- | -------- | ----------------------------------------- | ------ | ------ | -------- | -------- | ------------ | ------------ | ------ | ------ | ---- | ---- |
| キントベリー・レンジャーズ       | 2006-07  | ヘレニックリーグ・ディビジョン1・イースト | 27     | 20     | 0        | 0        | —            | —            | 1      | 1      | 28   | 21   |
| ハンガーフォード・タウン         | 2007-08  | ヘレニックリーグ・プレミアディビジョン    | 30     | 5      | 0        | 0        | —            | —            | 7      | 6      | 37   | 11   |
| プール・タウン                   | 2008-09  | ウェセックスリーグ・プレミアディビジョン  | 34     | 34     | 4        | 4        | —            | —            | 8      | 8      | 46   | 46   |
| プール・タウン                   | 2009-10  | ウェセックスリーグ・プレミアディビジョン  | 8      | 14     | 3        | 4        | —            | —            | 0      | 0      | 11   | 18   |
| プール・タウン                   | 通算     | 通算                                      | 42     | 48     | 7        | 8        | —            | —            | 8      | 8      | 57   | 64   |
| スウィンドン・タウン             | 2009-10  | リーグ1                                   | 33     | 19     | —        | —        | —            | —            | 5      | 1      | 38   | 20   |
| スウィンドン・タウン             | 2010-11  | リーグ1                                   | 21     | 12     | 3        | 3        | 1            | 0            | 2      | 2      | 27   | 17   |
| スウィンドン・タウン             | 通算     | 通算                                      | 54     | 31     | 3        | 3        | 1            | 0            | 7      | 3      | 65   | 37   |
| バーンリー                       | 2010-11  | チャンピオンシップ                        | 4      | 0      | —        | —        | —            | —            | —      | —      | 4    | 0    |
| バーンリー                       | 2011-12  | チャンピオンシップ                        | 41     | 16     | 1        | 0        | 4            | 1            | —      | —      | 46   | 17   |
| バーンリー                       | 2012-13  | チャンピオンシップ                        | 37     | 25     | 0        | 0        | 3            | 3            | —      | —      | 40   | 28   |
| バーンリー                       | 通算     | 通算                                      | 82     | 41     | 1        | 0        | 7            | 4            | —      | —      | 90   | 45   |
| クイーンズ・パーク・レンジャーズ | 2013-14  | チャンピオンシップ                        | 31     | 17     | 1        | 0        | 2            | 1            | 3      | 2      | 37   | 20   |
| クイーンズ・パーク・レンジャーズ | 2014-15  | プレミアリーグ                            | 35     | 18     | 1        | 0        | 0            | 0            | —      | —      | 36   | 18   |
| クイーンズ・パーク・レンジャーズ | 2015-16  | チャンピオンシップ                        | 16     | 10     | 0        | 0        | 0            | 0            | -      | -      | 16   | 10   |
| クイーンズ・パーク・レンジャーズ | 通算     | 通算                                      | 82     | 45     | 2        | 0        | 2            | 1            | 3      | 2      | 89   | 48   |
| サウサンプトン                   | 2015-16  | プレミアリーグ                            | 7      | 1      | 0        | 0        | 0            | 0            | -      | -      | 7    | 1    |
| サウサンプトン                   | 2016-17  | プレミアリーグ                            | 12     | 6      | 0        | 0        | 1            | 1            | 3      | 2      | 16   | 9    |
| サウサンプトン                   | 通算     | 通算                                      | 19     | 7      | 0        | 0        | 1            | 1            | 3      | 2      | 23   | 10   |
| 総通算                           | 総通算   | 総通算                                    | 336    | 197    | 13       | 11       | 11           | 6            | 29     | 22     | 389  | 236  |

## タイトル

### 個人
- プレミアリーグ月間最優秀選手：2014年12月